# ایر گیر
ایر گیر (به ژاپنی: エア・ギア، به انگلیسی: Air Gear ) یک مجموعه مانگا ژاپنی است که توسط ایتو اگوره نوشته و طراحی شده است. این مانگا در هفته‌نامهٔ شونن مگزین منتشر می‌شود.
یک مجموعه تلویزیونی انیمه ۲۶ قسمتی نیز توسط استودیو توئی انیمیشن بر اساس این مانگا ساخته شده که از ۴ آوریل تا ۲۶ سپتامبر ۲۰۰۶ در شبکهٔ تی‌وی توکیو پخش شد.